# James Burrill

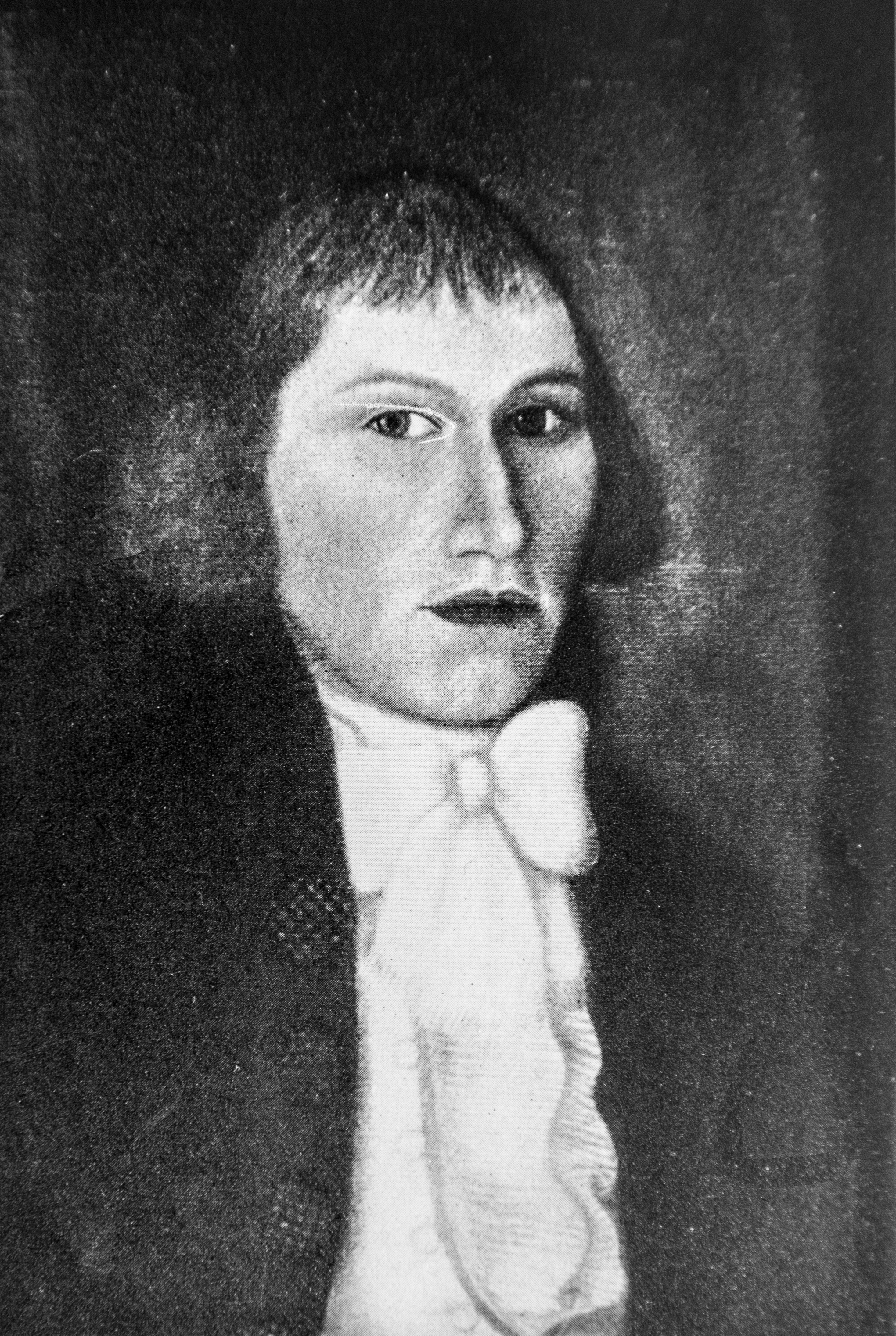
James Burrill

James Burrill, Jr., född 25 april 1772 i Providence, Rhode Island, död 25 december 1820 i Washington, D.C., var en amerikansk federalistisk politiker och jurist. Han representerade delstaten Rhode Island i USA:s senat från 1817 fram till sin död.
Burrill utexaminerades 1788 från Rhode Island College (numera Brown University). Han studerade sedan juridik och inledde 1791 sin karriär som advokat i Providence. Han var delstatens justitieminister (Rhode Island Attorney General) 1797-1814.
Burrill tjänstgjorde 1816 som chefsdomare i Rhode Islands högsta domstol. Han efterträdde 1817 Jeremiah B. Howell som senator för Rhode Island. Han var ordförande i senatens justitieutskott 1818-1819. Burrill avled sedan 1820 i ämbetet.
Burrills grav finns på Congressional Cemetery i Washington, D.C.